# Bek
Der oder die Bek ist eine im norddeutschen Raum vom südlichen Schleswig-Holstein über Hamburg nach Mecklenburg-Vorpommern bis ins nördliche Niedersachsen und zum Niederrhein übliche Bezeichnung von Bächen und kleineren Flüssen. Seine Varianten im dort und im weiteren Umfeld gesprochenen Niederdeutschen sind bäke, beck, becke, beek, beeke, beke, bicke, büke. Zahlreiche norddeutsche Städte oder Stadtteile führen Bek als Namensbestandteil.
Die frühere Schreibweise „Beck“ wurde entgegen heutiger Schreibkonventionen auch mit langem Vokal [-beːk] ausgesprochen, wie es auch heute noch, z. B. in „Beckdorf“ oder „Mecklenburg“, der Fall ist. Das -c- ist dabei ein in Norddeutschland gebräuchliches Dehnungszeichen.

## Skandinavische Ortsnamen
In Schleswig ist Bek die deutsche Wiedergabe des bæk in ursprünglich dänischen Ortsnamen. Das dänische bæk wird jedoch mit kurzem Vokal ausgesprochen (wie altnordisch bekkr (m); davon auch norwegisch bekk, schwedisch bäck, nordenglisch beck, isländisch veraltet bekkur).

## Namen mit dem Bestandteilbek

### Städte und Stadtteile (Auswahl)
- Ammersbek
- Appelbek
- Barmbek
- Begau
- Bekdorf
- Bekenreihe
- Bekhausen
- Bekhausermoor
- Bekhof
- Bekkate
- Beklohe
- Bekmoor
- Bekmünde
- Bekond
- Bekum
- Eilbek
- Ellerbek
- Fischbek
- Flintbek
- Fockbek
- Groß Flottbek
- Gut Tüschenbek
- Halstenbek
- Hornbek
- Kirchsteinbek
- Klein Flottbek
- Langenbek
- Lasbek
- Lorsbeck
- Lottbek
- Lübeck
- Oststeinbek
- Raa-Besenbek
- Reinbek
- Schiffbek
- Schmalenbeck (Grasberg)
- Schmalenbeck (Großhansdorf)
- Schnakenbek
- Schönebeck
- Schwarzenbek
- Visbek
- Wahnbek
- Wandsbek
- Wattenbek

### Flüsse und Bäche (Auswahl)
- Ammersbek
- Beke
- Bredenbek (Alster)
- Bredenbek (Bünzau)
- Bullenbek
- Burbek
- Corbek
- Dalbek
- Dollbek
- Drosedower Bek
- Eilbek
- Fischbek
- Flottbek
- Flintbek
- Geilenbek
- Glasbek
- Gösebek
- Ladenbek
- Lasbek
- Lottbek
- Mellingbek
- Mitbek
- Mühlenbek
- Oberbek
- Osterbek
- Rodenbek
- Saselbek
- Schillingsbek
- Schnakenbek
- Seebek
- Strusbek
- Tarpenbek
- Wischbek

## Schreibweise-/Ausspracheänderungen in Hamburg  nach 1946
Viele Hamburger Stadtteile, wie Barmbek oder Eilbek wurden bis 1946 mit 'c' zwischen 'e' und 'k' geschrieben, also Barmbeck oder Eilbeck. Das 'c' ist dabei ein Dehnungsbuchstabe. Ausgesprochen wird z. B. Barmbeck damit Barmbeek (mit einem weichen 'k') [Barmbeːk(ʰ)], im Gegensatz zur neueren Stadtteilschreibweise, die ein nun kurz gesprochenes 'e' mit hartem abschließenden 'k' [Barmbɘk] vorsieht.
Trotz Umbenennung der Hamburger Stadtteile behielten viele Hamburger Eigennamen, Vereins- oder Familiennamen ihre Schreibweise und Aussprache, wie z. B. die Familie Hagenbeck oder der Turnerbund Hamburg-Eilbeck e. V.